# Chemsdine Talbi
Chemsdine Talbi (* 9. Mai 2005) ist ein belgischer Fußballspieler, der beim AFC Sunderland in der englischen Premier League spielt.

## Karriere

### Verein
Talbi begann seine Karriere bei FC Brügge. Im Juli 2022 verlängerte er seine Vertragslaufzeit in Brügge vorzeitig bis Mitte 2025. Am 18. März 2023 gab er im Auswärtsspiel gegen den KV Kortrijk sein Debüt für die erste Mannschaft. Insgesamt bestritt er in der Saison 2022/23 5 Ligaspiele für diese am Ende der Saison. Daneben waren es 28 von 32 möglichen Ligaspielen, in denen er fünf Tore schoss, für die zweite Mannschaft (Club NXT), die in der Division 1B spielt.
Infolge eines Bänderrisses kam er in der Saison 2023/24 nur auf 3 von 40 möglichen Ligaspielen in der ersten Mannschaft sowie einem Spiel in der Conference League. Damit gehörte er zu der Mannschaft, die belgischer Meister wurde. Für den Club NXT bestritt er fünf von 30 möglichen Ligaspielen mit einem geschossenen Tor.
In der Saison 2024/25 wurde er nur noch in der ersten Mannschaft eingesetzt und bestritt für diese 27 von 40 möglichen Ligaspielen mit fünf geschossenen Toren, fünf Pokalspiele, elf Spiele in der Champions League mit zwei Torerfolgen sowie das verlorene Spiel um den belgischen Supercup. Die Saison endete mit dem Gewinn des belgischen Pokals.
Zur Saison 2025/26 unterzeichnete Talbi einen Fünfjahresvertrag beim Premier-League-Aufsteiger AFC Sunderland.

### Nationalmannschaft
2022 stand Talbi im Kader der belgischen U-18-Nationalmannschaft. Anfang März 2025 entschied sich er, künftig für die A-Mannschaft Marokkos, dem Geburtsland seiner Eltern, aufzulaufen.

## Erfolge
- Belgischer Meister: 2023/24
- Belgischer Fußpokalsieger: 2024/25